# The Black Viper
The Black Viper er en amerikansk stumfilm fra 1908 af D.W. Griffith og Wallace McCutcheon Jr..

## Medvirkende
- Edward Dillon som Mike
- George Gebhardt
- Mack Sennett
- D.W. Griffith
- Anthony O'Sullivan